# Умрихін Петро Іванович
Петро Іванович Умрихін (нар. 23 червня 1953) — український радянський діяч, новатор виробництва, газозварник Одеського спеціалізованого управління № 511 тесту «Чорноморпромсантехмонтаж» Одеської області. Депутат Верховної Ради УРСР 10-го скликання.

## Біографія
Освіта середня. Член ВЛКСМ.
З 1970 року — слюсар-монтажник, з 1978 року — газозварник Одеського спеціалізованого управління № 511 тесту «Чорноморпромсантехмонтаж» Одеської області. Ударник комуністичної праці.
Потім — на пенсії в місті Одесі.

## Нагороди
- медаль «За трудову відзнаку»